# Александрин, Андрей Александрович
Александри́н Андрей Александрович (род. 8 декабря 1980, Снежинск) — российский актёр театра и кино, певец.

## Биография
Свою актёрскую карьеру Андрей начал ещё в раннем возрасте. В возрасте 6 лет Андрей впервые вышел на сцену в музыкальном спектакле «Стрекоза и муравей» в образе Муравья. Сразу после окончания школы Андрей поступил в Челябинскую Государственную Академию Искусств и Культуры на хореографический факультет. А в 2002 году, заняв второе место на международном конкурсе вокалистов «Роза ветров», был приглашён на учёбу в Московское училище эстрадно-джазового искусства, где узнал о наборе в российскую постановку французского мюзикла «Ромео и Джульетта». Успешно пройдя кастинг, Андрей получил главную роль — Ромео. Так в течение двух лет Андрей Александрин выходит на сцену Московского академического театра Оперетты.
В 2005 г. Андрей принимает участие в Конкурсе Молодых Исполнителей Популярной Музыки «Пять Звёзд» в Сочи, где становится обладателем приза зрительских симпатий. После чего начинает задумываться о сольной карьере. 
В октябре 2008 года получил роль вора Бенедетто в мюзикле «Монте-Кристо» в столичном Театре Оперетты.
В этом же году принял участие в съёмках фильма «Стэп бай стэп» режиссёра Игоря Коробейникова.
Премьера фильма состоялась на кинофестивале «Золотой Феникс» в сентябре 2010 года.
Первый сольный альбом Александрина написан в стиле брит-поп, рок-поп с оттенками синти-поп. А называется «Солнце и Луна», так как выпускается на двух языках — на английском и на русском. Песня «When lights go on» участвовала в отборочном туре конкурса «EUROVISION 2012» в Швейцарии и на неё сделан не один ремикс западными DJ. «The begining of the new life» уже давно ротируется в Англии. «You can play» хорошо заявила себя в Нидерландах и Германии. Авторы альбома поставили задачу по минимуму создавать песен про любовь, а больше добавить социальных тем, затрагивающих реальную жизнь человечества.

### Конкурсы
- 2001 год — Конкурс «От земли до небес» (1-е место)
- 2002 год — Международный конкурс «Роза ветров» (2-е место)
- 2005 год — Конкурсе Молодых Исполнителей Популярной Музыки «Пять Звёзд». (Приз зрительских симпатий)
- 2009 год — Телевизионный проект канала «ТВ-Центр» совместно с компанией Стейдж Энтертейнмент «Найди Чудовище»

### Мюзиклы
- 2004 год — мюзикл «Ромео и Джульетта». (Ромео)
- 2008 год — мюзикл «Монте-Кристо». (вор Бенедетто)
- 2011 год — мюзикл «Три Мушкетёра». (Герцог Бекингем)
- 2012—2013 год — мюзикл «Остров Сокровищ». (Доктор Ливси)
- 2013 год — Белка и Стрелка (мюзикл). (Попугай)
- 2016 год — мюзикл «Анна Каренина» (Стива Облонский)[3][4]

### Дискография
- 2011 год — альбом «Солнце и Луна»

### Фильмография
- 2008 год «Стэп бай стэп» Роль — Никита Мальков
- 2018 год «Анна Каренина» — Стива Облонский